# VM i håndbold 1957 (kvinder)
| VM 1957 | VM 1957         |
| ------- | --------------- |
| Guld    | Tjekkoslovakiet |
| Sølv    | Ungarn          |
| Bronze  | Jugoslavien     |
| 4.      | Vesttyskland    |
| 5.      | Danmark         |
| 6.      | Østrig          |
| 7.      | Polen           |
| 8.      | Sverige         |
| 9.      | Rumænien        |

Verdensmesterskabet i håndbold for damer i 1957 var det første (indendørs) VM i håndbold for kvinder, og mesterskabet blev afholdt i Jugoslavien i perioden 13. – 20. juli 1957.
De 9 deltagende lande spillede først en indledende runde med 3 grupper á 3 hold. De to bedste hold fra hver gruppe gik videre til hovedrunden om placeringerne 1-6, mens de sidste tre hold spillede i placeringsrunden om placeringerne 7-9.
Tjekkoslovakiet blev de første verdensmestre nogensinde ved at slå Ungarn 7-1 i finalen. Bronzemedaljerne gik til værtslandet Jugoslavien efter en sejr på 9-6 over Vesttyskland i bronzekampen. Danmark endte som nr. 5 efter at have slået Østrig i kampen om 5.-pladsen.

## Resultater

### Indledende runde
De to bedste hold fra hver gruppe gik videre til hovedrunden om 1.- 6.-pladsen, mens de sidste tre hold gik videre til placeringsrunden om placeringerne 7-9.

#### Gruppe A
| Dato  | Kamp               | Res. |
| ----- | ------------------ | ---- |
| 13.7. | Østrig - Rumænien  | 3-1  |
| 14.7. | Danmark - Rumænien | 6-1  |
| 15.7. | Danmark - Østrig   | 9-4  |

| Gruppe A | Kampe | Mål   | Point |
| -------- | ----- | ----- | ----- |
| Danmark  | 2     | 15-05 | 4     |
| Østrig   | 2     | 07-10 | 2     |
| Rumænien | 2     | 02-09 | 0     |

#### Gruppe B
| Dato  | Kamp                      | Res. |
| ----- | ------------------------- | ---- |
| 13.7. | Ungarn - Sverige          | 9-2  |
| 14.7. | Tjekkoslovakiet - Ungarn  | 8-4  |
| 15.7. | Tjekkoslovakiet - Sverige | 5-4  |

| Gruppe B        | Kampe | Mål   | Point |
| --------------- | ----- | ----- | ----- |
| Tjekkoslovakiet | 2     | 13-08 | 4     |
| Ungarn          | 2     | 13-10 | 2     |
| Sverige         | 2     | 06-14 | 0     |

#### Gruppe C
| Dato  | Kamp                       | Res. |
| ----- | -------------------------- | ---- |
| 13.7. | Jugoslavien - Polen        | 11-3 |
| 14.7. | Vesttyskland - Polen       | 7-4  |
| 15.7. | Jugoslavien - Vesttyskland | 7-6  |

| Gruppe C     | Kampe | Mål   | Point |
| ------------ | ----- | ----- | ----- |
| Jugoslavien  | 2     | 18-09 | 4     |
| Vesttyskland | 2     | 13-11 | 2     |
| Polen        | 2     | 07-18 | 0     |

### Placeringsrunde
De tre treere fra de indledende grupper spillede om placeringerne 7-9.
| Dato | Kamp               | Res. |
| ---- | ------------------ | ---- |
| ?.7. | Polen - Sverige    | 4-1  |
| ?.7. | Sverige - Rumænien | 2-1  |
| ?.7. | Polen - Rumænien   | 3-0  |

| Plac. | Hold     | Kampe | Mål | Point |
| ----- | -------- | ----- | --- | ----- |
| 7.    | Polen    | 2     | 7-1 | 4     |
| 8.    | Sverige  | 2     | 3-5 | 2     |
| 9.    | Rumænien | 2     | 1-5 | 0     |

### Hovedrunde
De seks hold, der blev nr. 1 eller 2 i de indledende grupper, spillede i hovedrunden i to grupper med tre hold. De to gruppevindere gik videre til VM-finalen, de to toere gik videre til bronzekampen, mens de to treere måtte tage til takke med kampen om 5.-pladsen.

#### Gruppe I
| Dato  | Kamp                  | Res. |
| ----- | --------------------- | ---- |
| ?.7.  | Ungarn - Jugoslavien  | 10-4 |
| 19.7. | Ungarn - Danmark      | 5-5  |
| ?.7.  | Jugoslavien - Danmark | 10-7 |

| Gruppe I    | Kampe | Mål   | Point |
| ----------- | ----- | ----- | ----- |
| Ungarn      | 2     | 15-9  | 3     |
| Jugoslavien | 2     | 14-17 | 2     |
| Danmark     | 2     | 12-15 | 1     |

#### Gruppe II
| Dato  | Kamp                           | Res. |
| ----- | ------------------------------ | ---- |
| ?.7.  | Vesttyskland - Østrig          | 10-8 |
| ?.7.  | Tjekkoslovakiet - Østrig       | 12-3 |
| 19.7. | Tjekkoslovakiet - Vesttyskland | 10-4 |

| Gruppe II       | Kampe | Mål   | Point |
| --------------- | ----- | ----- | ----- |
| Tjekkoslovakiet | 2     | 22-7  | 4     |
| Vesttyskland    | 2     | 14-18 | 2     |
| Østrig          | 2     | 11-22 | 0     |

### Finalekampe
| Dato               | Kamp                       | Res.  |
| ------------------ | -------------------------- | ----- |
| Kamp om 5.-pladsen |                            |       |
| 20.7.              | Danmark - Østrig           | 10-60 |
| Bronzekamp         |                            |       |
| 20.7.              | Jugoslavien – Vesttyskland | 9-6   |
| Finale             |                            |       |
| 20.7.              | Tjekkoslovakiet – Ungarn   | 7-1   |

### Medaljevindere
| Guld | Sølv | Bronze |
| --- | --- | --- |
| Tjekkoslovakiet | Ungarn | Jugoslavien |
| Pavla Bartáková Vlasta Čiháková Věra Dvořáková Alena Hodesová Květa Janečková Jana Kammermayerová Věra Kosprdová Blanka Kotlínová Stanislava Kučerová Libuše Kvasničková Jana Maléřová Květa Marzinová Anna Ríšová Veronika Schmidtová | Eva Arany Zsusza Beres Borbala Cselotey Arpadne Csicsmanyi Imrene Eger Ferencne Geszti Gyulane Hanczmann Magda Jona Magda Kiss Lidia Simonek Eva Szendi Maria Valyi Erika Weser | Anka Evetovičová Jelena Genčičová Magda Hegedišová Lackica Horaková Nevenka Ljubičová Vukoszava Lukinová Branka Mihaličová Vlaszta Niklerová Ankica Osztrunová Nada Rukavinaová Marija Szabljaková Katarina Ticsics-Hosziová Erika Totová Nada Vučkovičová |